# سیارک ۲۹۸۸
سیارک ۲۹۸۸ (به انگلیسی: 2988 Korhonen، نامگذاری:1943EM) دو هزار و نهصد و هشتاد و هشتمین سیارک کشف شده‌است که در ۱ مارس ۱۹۴۳ کشف شد.
قدر مطلق سیارک برابر ۱۱٫۷۰ است.